# Eugène Beyens
Eugène Beyens, född 24 mars 1855 och död 3 januari 1934, var en belgisk baron och diplomat.
Beyens var minister i Berlin 1912-14, utrikesminister 1915-17 och medlem av den av Nationernas förbunds råd tillsatta rapportörskommissionen för Ålandsfrågans lösning 1920-21 då han besökte Sverige, Finland och Åland. Beyens rapporter från Berlin ingår i Belgische Aktenstücke 1905-15 som publicerades av tyska utrikesdepartementet 1915. Han kommenterade samma år sina rapporter i verket L'Allemagne avant la guerre. Les causes et les responsibilités (1915).

## Utmärkelser
- Statsminister i Belgien
- Prix Thérouanne,  1918
- Storkorsriddare av Italienska kronorden
- Sankt Annas orden
- Kommendör av Karl III:s orden
- Riddare av Kristusorden
- Concours général
- Storkors av Rumänska kronorden
- Storkorset av Oranien-Nassauorden
- Officer av Ekkronans orden
- Lejon- och solorden
- Storkors av Leopoldorden
- Storkors av Leopold II:s orden
- Storkors av Kronorden
- Storofficer av Hederslegionen

[Redigera Wikidata]